# Ruminantia
Los rumiantes (Ruminantia) son un suborden de mamíferos artiodáctilos que incluye algunos animales muy conocidos, como las vacas y toros, cabras, ovejas y venados. Los rumiantes digieren los alimentos en dos pasos: masticando y tragando de manera normal y, luego regurgitando el bolo para remasticar y volver a tragar, y así extraer al máximo el valor nutritivo. El estómago de los rumiantes se caracteriza por poseer varias divisiones (cuatro en el caso de los bovinos, ovinos y caprinos). 
Dadas estas características, a diferencia de los no rumiantes, son capaces de aprovechar los carbohidratos estructurales presentes en las plantas (celulosa, hemicelulosa y pectina, las dos primeras constituyentes de la fibra) teniendo así una fuente de energía adicional y basando su alimentación en el consumo de forraje. 
Hay que subrayar que no todos los rumiantes forman parte de Ruminantia, o pertenecen a este suborden: los camellos y las llamas están entre las excepciones. Tampoco pertenecen a este suborden algunos de los grandes mamíferos que pastan y tienen adaptaciones similares para sobrevivir con cantidades grandes de alimento de calidad inferior, como los canguros y los caballos, que tienen un ciego muy desarrollado para digerirlo bien.
Los miembros de este grupo aparecieron entre 63-60 millones de años atrás, esto según relojes moleculares bien calibrados y tomando en cuenta la evidencia fósil. El grupo hermano de los rumiantes es Whippomorpha el clado conformado por cetáceos e hipopótamos de los cuales se separaron hace 60 millones de años. El fósil más antiguo de rumiante es Amphitragulus con una antigüedad de 56 millones de años siendo uno de los artiodáctilos más antiguos junto con los dicobúnidos.

## Clasificación

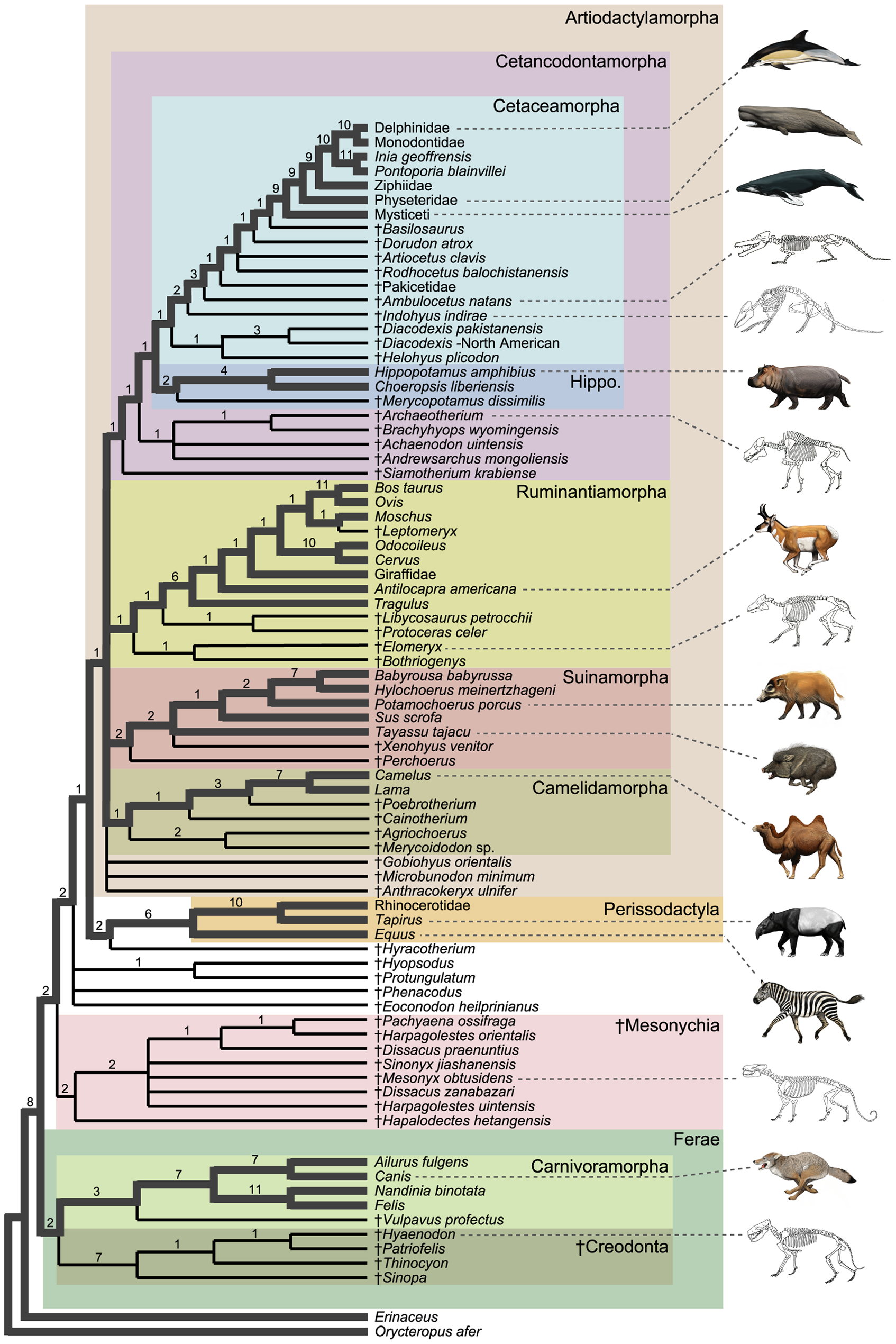
Cladograma mostrando la posición de Ruminantiamorpha.

- Suborden Ruminantia
  - Familia Amphimerycidae †
  - Infraorden Tragulina
    - Familia Tragulidae
    - Familia Prodremotheriidae †
    - Familia Hypertragulidae †
    - Familia Praetragulidae †
    - Familia Archaeomerycidae †
    - Familia Lophiomerycidae †
    - Familia Protoceratidae †
    - Familia Gelocidae †

  - Infraorden Pecora
    - Familia Moschidae
    - Familia Cervidae
    - Familia Giraffidae
    - Familia Antilocapridae
    - Familia Bovidae
    - Familia Leptomerycidae †
    - Familia Palaeomerycidae †
    - Familia Climacoceratidae †
    - Familia Hoplitomerycidae †

## Sistema digestivo de los rumiantes

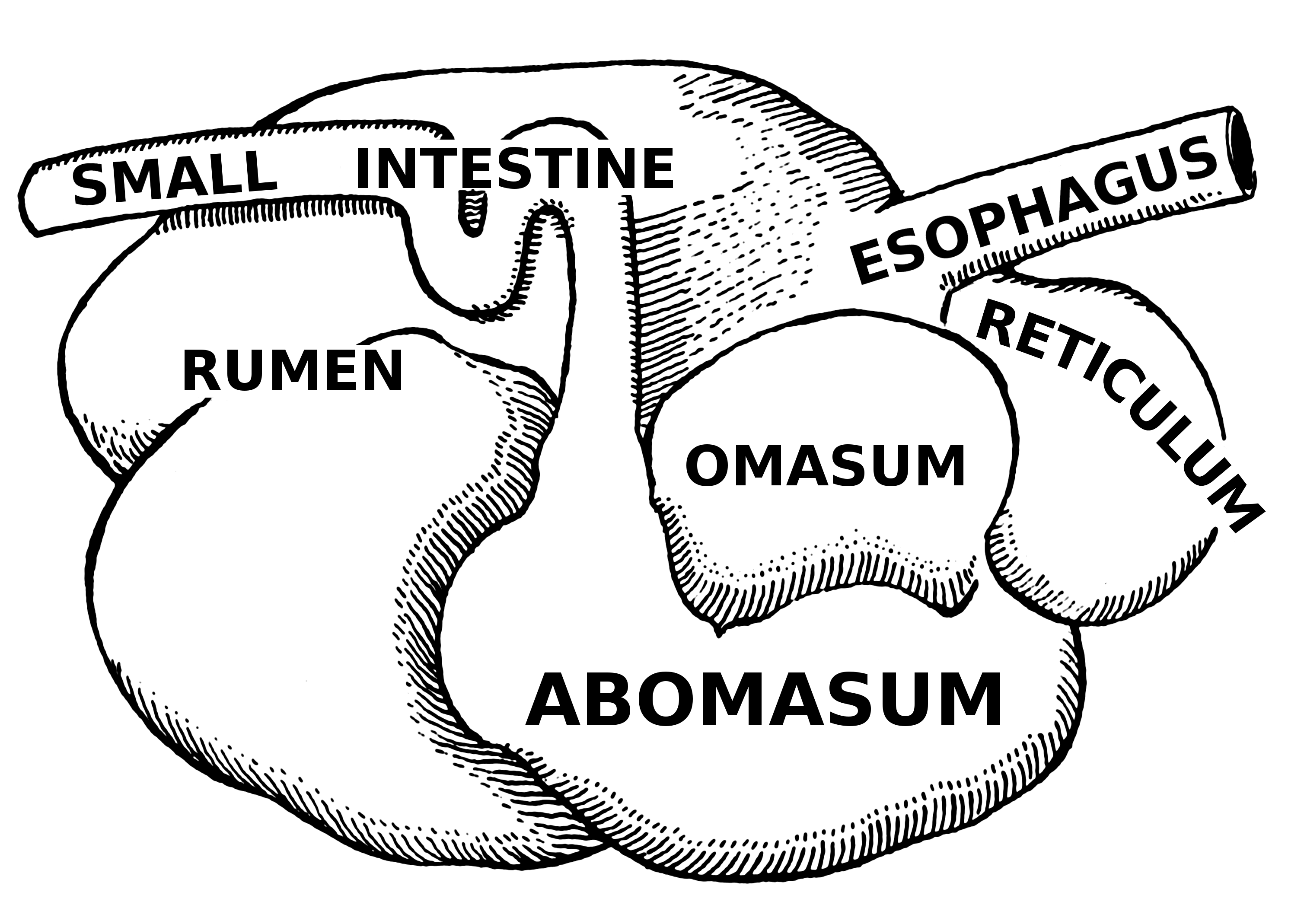
Ilustración estilizada del aparato digestivo de un rumiante.

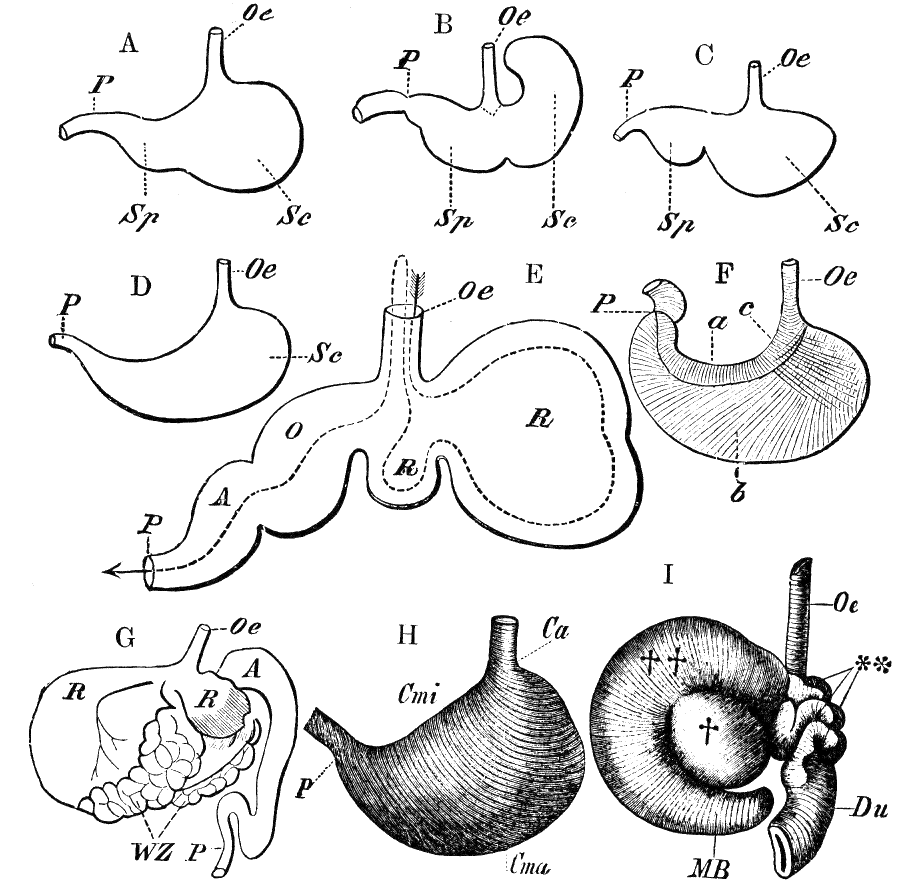
Diferentes formas del estómago en mamíferos. A, perro; B, Mus decumanus; C, Mus musculus; D, comadreja; E, esquema del estómago de rumiantes, la flecha con la línea de puntos muestra el curso que sigue el alimento; F, estómago humano. a, curvatura menor; b, curvatura mayor; c, extremo cardiaco; G, camello; H, Echidna aculeata. Cma, curvatura mayor; Cmi, curvatura menor. I, Bradypus tridactylus Du, duodeno; MB, divertículo cecal; **, excrecencias del duodeno; †, retículo; ††, rumen. A (en E y G), abomaso; Ca, división cardiaca; O, psalterio; Oe, esófago; P, píloro; R (a la derecha en E y a la izquierda en G), rumen; R (a la izquierda en E y a la derecha en G), retículo; Sc, división cardiaca; Sp, división pilórica; WZ, celdas de agua. (de Wiedersheim's Comparative Anatomy).

La principal diferencia entre rumiantes y no rumiantes es que el estómago de los rumiantes tiene cuatro compartimentos:
1. rumen-sitio principal de la fermentación microbiana
2. reticulum
3. omaso-recibe el bolo alimenticio masticado y absorbe los ácidos grasos volátiles
4. abomaso-verdadero estómago

Las dos primeras cámaras son el rumen y el retículo. Estos dos compartimentos constituyen la cuba de fermentación y son el principal lugar de actividad microbiana. La fermentación es crucial para la digestión porque descompone hidratos de carbono complejos, como la celulosa, y permite al animal utilizarlos. Los microbios funcionan mejor en un entorno cálido, húmedo y anaeróbico, con una temperatura de 37,7 a 42,2 °C (100 a 108 °F) y un pH de entre 6,0 y 6,4. Sin la ayuda de los microbios, la rusticidad se vería afectada por la fermentación. Sin la ayuda de los microbios, los rumiantes no podrían utilizar los nutrientes de los forrajes. El alimento se mezcla con saliva y se separa en capas de material sólido y líquido.  Los sólidos se agrupan para formar el bolo alimenticio o bolo.
A continuación, el bolo alimenticio se regurgita y se mastica para mezclarlo completamente con la saliva y descomponer el tamaño de las partículas. El menor tamaño de las partículas permite una mayor absorción de nutrientes. La fibra, especialmente la celulosa y la hemicelulosa, se descompone principalmente en estas cámaras por los microbios (principalmente bacterias, así como algunos protozoos, hongos y levaduras) en los tres ácidos grasos volátiles (AGV): ácido acético, ácido propiónico y ácido butírico. También se fermentan las proteínas y los hidratos de carbono no estructurales (pectina, azúcares y almidones). La saliva es muy importante porque proporciona líquido para la población microbiana, recircula el nitrógeno y los minerales, y actúa como amortiguador del pH del rumen. El tipo de alimento que consume el animal afecta a la cantidad de saliva que se produce.
Aunque el rumen y el retículo tienen nombres diferentes, tienen capas de tejido y texturas muy similares, lo que hace difícil separarlos visualmente. También realizan tareas similares. Juntas, estas cámaras se denominan reticulorumen. La digesta degradada, que ahora se encuentra en la parte líquida inferior del reticulorumen, pasa a la siguiente cámara, el omaso. Esta cámara controla lo que puede pasar al abomaso. Mantiene el tamaño de las partículas lo más pequeño posible para poder pasar al abomaso. El omaso también absorbe ácidos grasos volátiles y amoníaco.
Después de esto, la digesta se traslada al verdadero estómago, el abomaso. Este es el compartimento gástrico del estómago de los rumiantes. El abomaso es el equivalente directo del estómago monogástrico, y la digesta se digiere aquí de manera muy similar. Este compartimento libera ácidos y enzimas que digieren aún más el material que pasa por él. Aquí es también donde el rumiante digiere los microbios producidos en el rumen. La digesta se traslada finalmente al intestino delgado, donde se produce la digestión y absorción de nutrientes. El intestino delgado es el principal lugar de absorción de nutrientes. El área de superficie de la digesta aumenta considerablemente aquí debido a las vellosidades que hay en el intestino delgado. Esta mayor superficie permite una mayor absorción de nutrientes. Los microbios producidos en el reticulorumen también se digieren en el intestino delgado. Después del intestino delgado se encuentra el intestino grueso. Las principales funciones aquí son descomponer principalmente la fibra mediante la fermentación con microbios, la absorción de agua (iones y minerales) y otros productos fermentados, y también expulsar los desechos. La fermentación continúa en el intestino grueso de la misma manera que en el reticulorumen.
Sólo se absorben pequeñas cantidades de glucosa a partir de los carbohidratos de la dieta. La mayoría de los hidratos de carbono de la dieta se fermentan en el rumen y se convierten en AGV. La glucosa necesaria como energía para el cerebro y para la lactosa y la grasa láctea en la producción de leche, así como para otros usos, procede de fuentes no azucaradas, como los AGV propionato, glicerol, lactato y proteína. El AGV propionato se utiliza para alrededor del 70% de la glucosa y glucógeno producidos y la proteína para otro 20% (50% en condiciones de inanición).

## Interés evolutivo de la rumia
En primer lugar, hay que señalar que los rumiantes jóvenes conservan la digestión monogástrica para alimentarse de leche hasta el destete, momento en el que se forma un conducto, la "vía láctea", que une directamente el esófago con el abomaso, llamado así precisamente por el uso que allí se hace de la leche. Sin embargo, la rumia es posible muy pronto, al menos a partir del vigésimo día en el ternero.
La rumia permite, por tanto, un aprovechamiento importante de la celulosa y una neosíntesis de aminoácidos. Sin embargo, otros grupos de herbívoros consiguen resultados similares con otras estrategias: los équidos con fermentación cecal, los glires con caecotrofia, mientras que los elefantes reservan zonas donde el alimento es abundante, lo clasifican ampliamente y muestran una fermentación significativa en todo el colon.

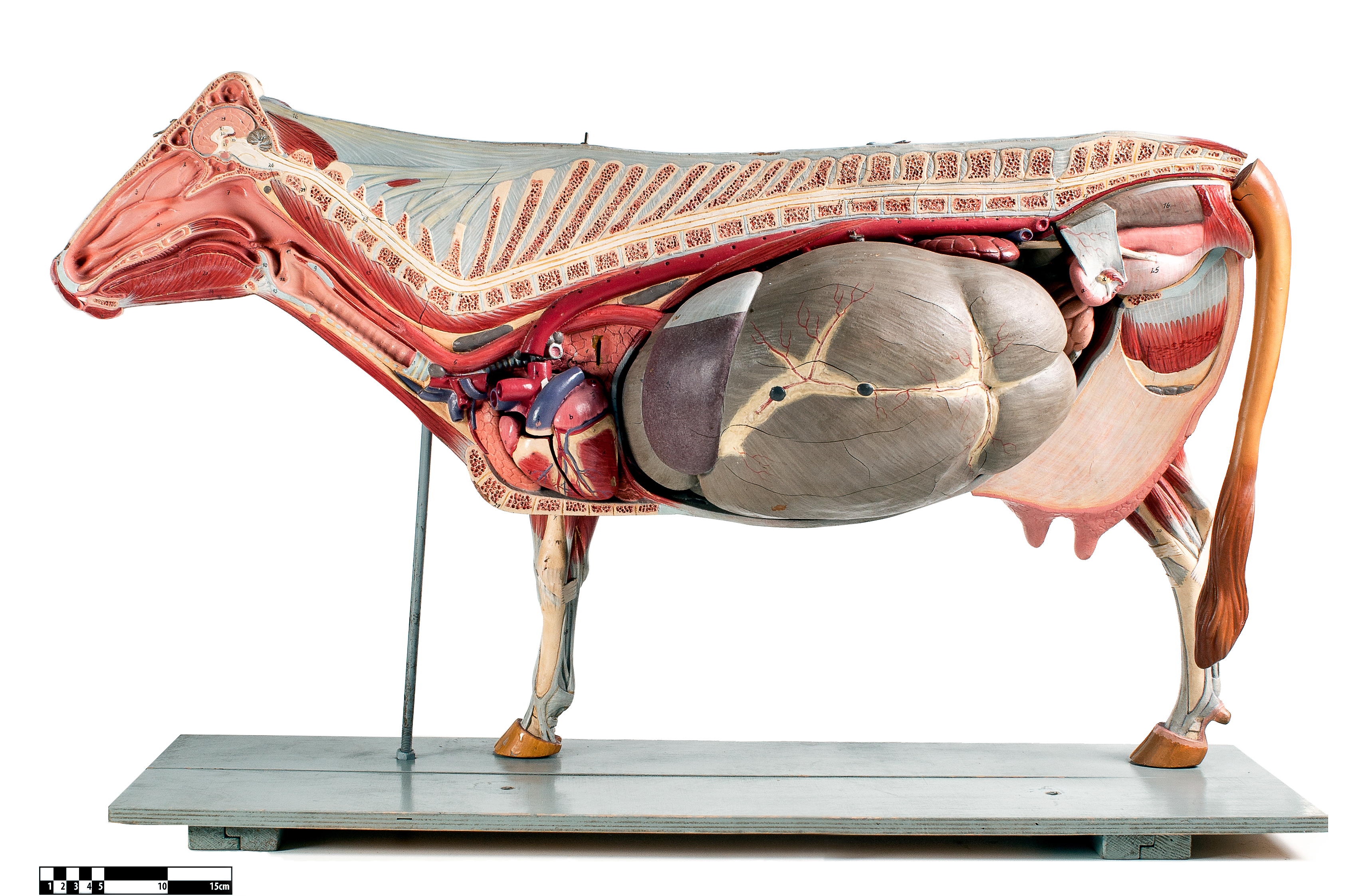
Modelo anatómico de una vaca que muestra la importancia del rumen (en gris).

La "teoría ecológica de la rumia" propone que la rumia puede ser una ventaja para los herbívoros que la tienen, en comparación con otros como los équidos, desde el punto de vista de la recolección de alimentos; los herbívoros son especialmente vulnerables a los depredadores cuando se están alimentando, ya que su vigilancia es reducida; el sistema digestivo de los rumiantes permite tomar los alimentos mucho más rápidamente: un antílope tarda de 4 a 5 veces menos tiempo en encontrar su comida que una cebra; los rumiantes pueden permanecer hipervigilantes cuando se alimentan rápidamente, y luego refugiarse de los depredadores para rumiar lentamente (a menudo un tercio de su tiempo) y relajar su vigilancia, lo que puede llevarles a dormir al final de la rumia; el rumen actúa así como una especie de despensa.

## Abundancia, distribución y domesticación
Los rumiantes salvajes suman al menos 75 millones y son nativos de todos los continentes excepto la Antártida y Australia. Casi el 90% de todas las especies se encuentran en Eurafrasia. Las especies habitan en una amplia gama de climas (desde el trópico hasta el ártico) y hábitats (desde llanuras abiertas hasta bosques).
La población de rumiantes domésticos supera los 3.500 millones de cabezas, de las cuales el ganado vacuno, ovino y caprino representa aproximadamente el 95% de la población total. Las cabras fueron domesticadas en Oriente Próximo circa 8000 a. C.. La mayoría de las demás especies se domesticaron hacia el 2500 a. C., ya fuera de Oriente Próximo o del sur de Asia.

## Filogenia
La posición de Ruminantia en Artiodactyla se ve representada en el siguiente cladograma:
|  | Tragulidae (tragúlidos) |
|  |                         |
|  | Pecora                  |
|  |                         |

|  | Hippopotamidae (hipopótamos) |
|  |                              |
|  | Cetacea (cetáceos)           |
|  |                              |

|  | Tragulidae (tragúlidos) |
|  |                         |
|  | Pecora                  |
|  |                         |

|  | Hippopotamidae (hipopótamos) |
|  |                              |
|  | Cetacea (cetáceos)           |
|  |                              |

|  | Tragulidae (tragúlidos) |
|  |                         |
|  | Pecora                  |
|  |                         |

|  | Hippopotamidae (hipopótamos) |
|  |                              |
|  | Cetacea (cetáceos)           |
|  |                              |

|  | Tragulidae (tragúlidos) |
|  |                         |
|  | Pecora                  |
|  |                         |

|  | Hippopotamidae (hipopótamos) |
|  |                              |
|  | Cetacea (cetáceos)           |
|  |                              |

|  | Tragulidae (tragúlidos) |
|  |                         |
|  | Pecora                  |
|  |                         |

|  | Hippopotamidae (hipopótamos) |
|  |                              |
|  | Cetacea (cetáceos)           |
|  |                              |

|  | Tragulidae (tragúlidos) |
|  |                         |
|  | Pecora                  |
|  |                         |

|  | Hippopotamidae (hipopótamos) |
|  |                              |
|  | Cetacea (cetáceos)           |
|  |                              |

|  | Tragulidae (tragúlidos) |
|  |                         |
|  | Pecora                  |
|  |                         |

|  | Hippopotamidae (hipopótamos) |
|  |                              |
|  | Cetacea (cetáceos)           |
|  |                              |

|  | Tragulidae (tragúlidos) |
|  |                         |
|  | Pecora                  |
|  |                         |

|  | Hippopotamidae (hipopótamos) |
|  |                              |
|  | Cetacea (cetáceos)           |
|  |                              |

Las relaciones internas de Ruminantia se ven actualmente determinadas mediante análisis molecular, ya que no se ha llegado a un consenso en bases morfológicas.
|  | Antilocapridae |
|  |                |
|  | Giraffidae     |
|  |                |

|  | Cervidae                                              |
|  |                                                       |
|  | \| \| Bovidae \| \| \| \| \| \| Moschidae \| \| \| \| |
|  |                                                       |
|  | Bovidae                                               |
|  |                                                       |
|  | Moschidae                                             |
|  |                                                       |

|  | Bovidae   |
|  |           |
|  | Moschidae |
|  |           |

|  | Antilocapridae |
|  |                |
|  | Giraffidae     |
|  |                |

|  | Cervidae                                              |
|  |                                                       |
|  | \| \| Bovidae \| \| \| \| \| \| Moschidae \| \| \| \| |
|  |                                                       |
|  | Bovidae                                               |
|  |                                                       |
|  | Moschidae                                             |
|  |                                                       |

|  | Bovidae   |
|  |           |
|  | Moschidae |
|  |           |

|  | Antilocapridae |
|  |                |
|  | Giraffidae     |
|  |                |

|  | Cervidae                                              |
|  |                                                       |
|  | \| \| Bovidae \| \| \| \| \| \| Moschidae \| \| \| \| |
|  |                                                       |
|  | Bovidae                                               |
|  |                                                       |
|  | Moschidae                                             |
|  |                                                       |

|  | Bovidae   |
|  |           |
|  | Moschidae |
|  |           |

|  | Antilocapridae |
|  |                |
|  | Giraffidae     |
|  |                |

|  | Cervidae                                              |
|  |                                                       |
|  | \| \| Bovidae \| \| \| \| \| \| Moschidae \| \| \| \| |
|  |                                                       |
|  | Bovidae                                               |
|  |                                                       |
|  | Moschidae                                             |
|  |                                                       |

|  | Bovidae   |
|  |           |
|  | Moschidae |
|  |           |